# Grönspättorna
Grönspättorna (Chickadees i original) är en scoutkår för flickor i Ankeborg. De skapades av Carl Barks 1955 för serien "The Chickadee Challenge" där de tävlar mot Gröngölingarna. De förekommer också i andra serier av Barks liksom i serier av andra disneytecknare. 
Betydelsen av Chickadee är en mesfågel som bland annat finns i Nordamerika. 